# Mount Kinch
Mount Kinch är ett berg i Kanada.   Det ligger i provinsen British Columbia, i den sydvästra delen av landet, 3 700 km väster om huvudstaden Ottawa. Toppen på Mount Kinch är 2 470 meter över havet, eller 278 meter över den omgivande terrängen. Bredden vid basen är 7,1 km.
Terrängen runt Mount Kinch är kuperad åt nordost, men åt sydväst är den bergig.Trakten runt Mount Kinch är nära nog obefolkad, med mindre än två invånare per kvadratkilometer.. Det finns inga samhällen i närheten. 
Trakten runt Mount Kinch är permanent täckt av is och snö.